# Vietnamesische Marine
Die Vietnamesische Volksmarine (Vietnamesisch: Hải quân Nhân dân Việt Nam) ist die Marine der Sozialistischen Republik Vietnam. Im Jahre 2023 bestand sie aus 27.000 Mann Marineinfanterie und 12.000 Soldaten. Der Traditionstag der Marine ist am 5. August, in Erinnerung an den Tonkin-Zwischenfall.

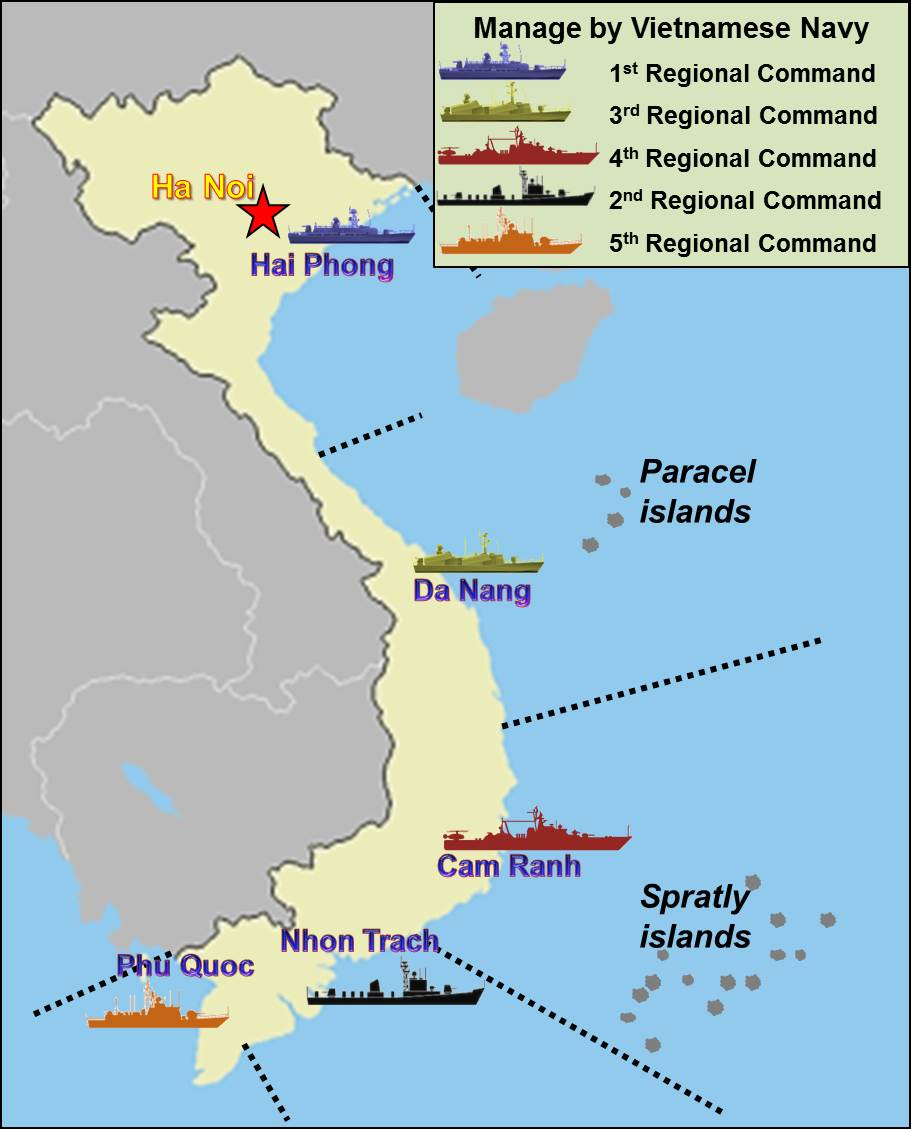
Kommandoeinteilung

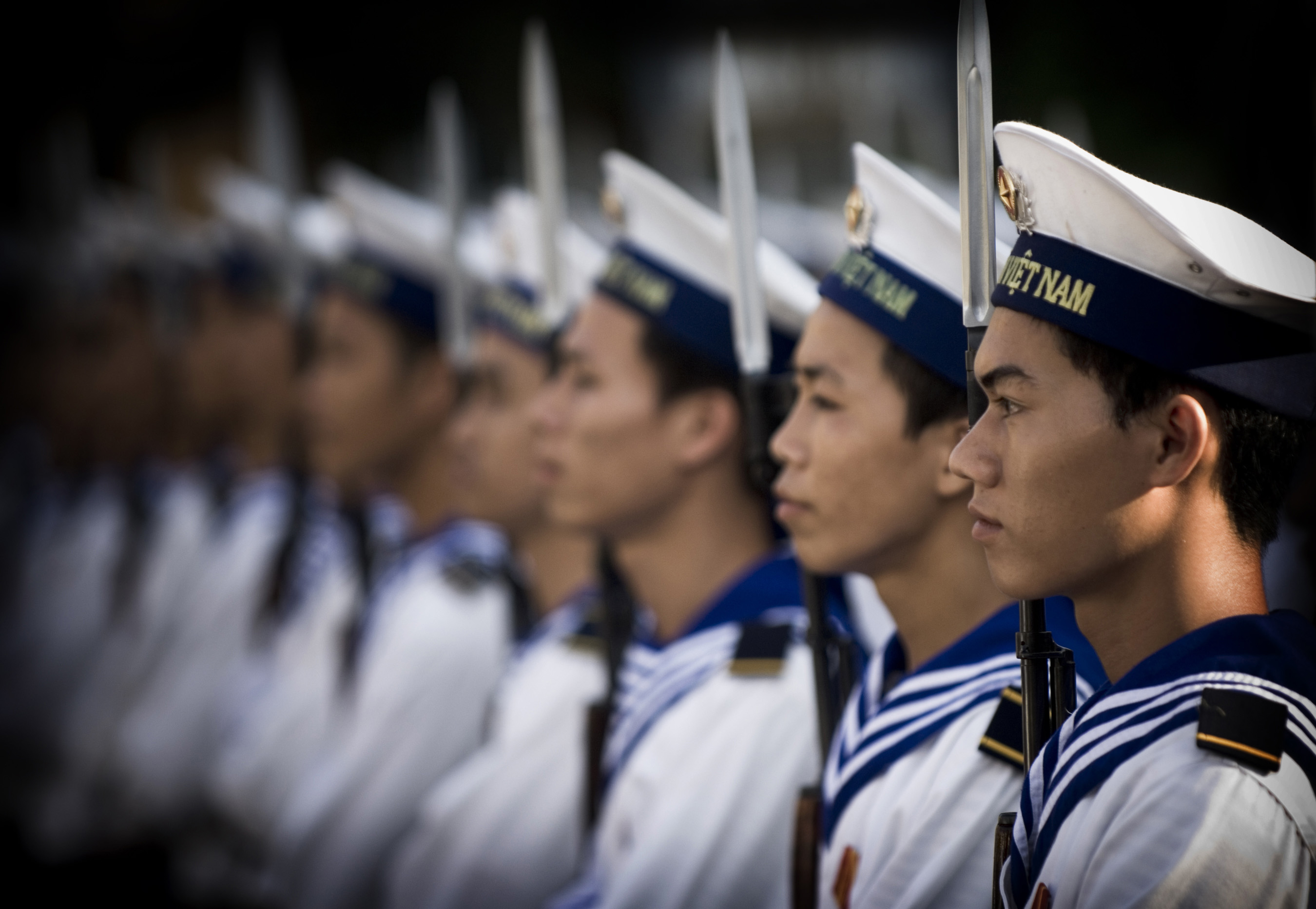
Eine Ehrengarde der Vietnamesischen Volksmarine in Hải Phòng, 20. Juni 2007

## Geschichte

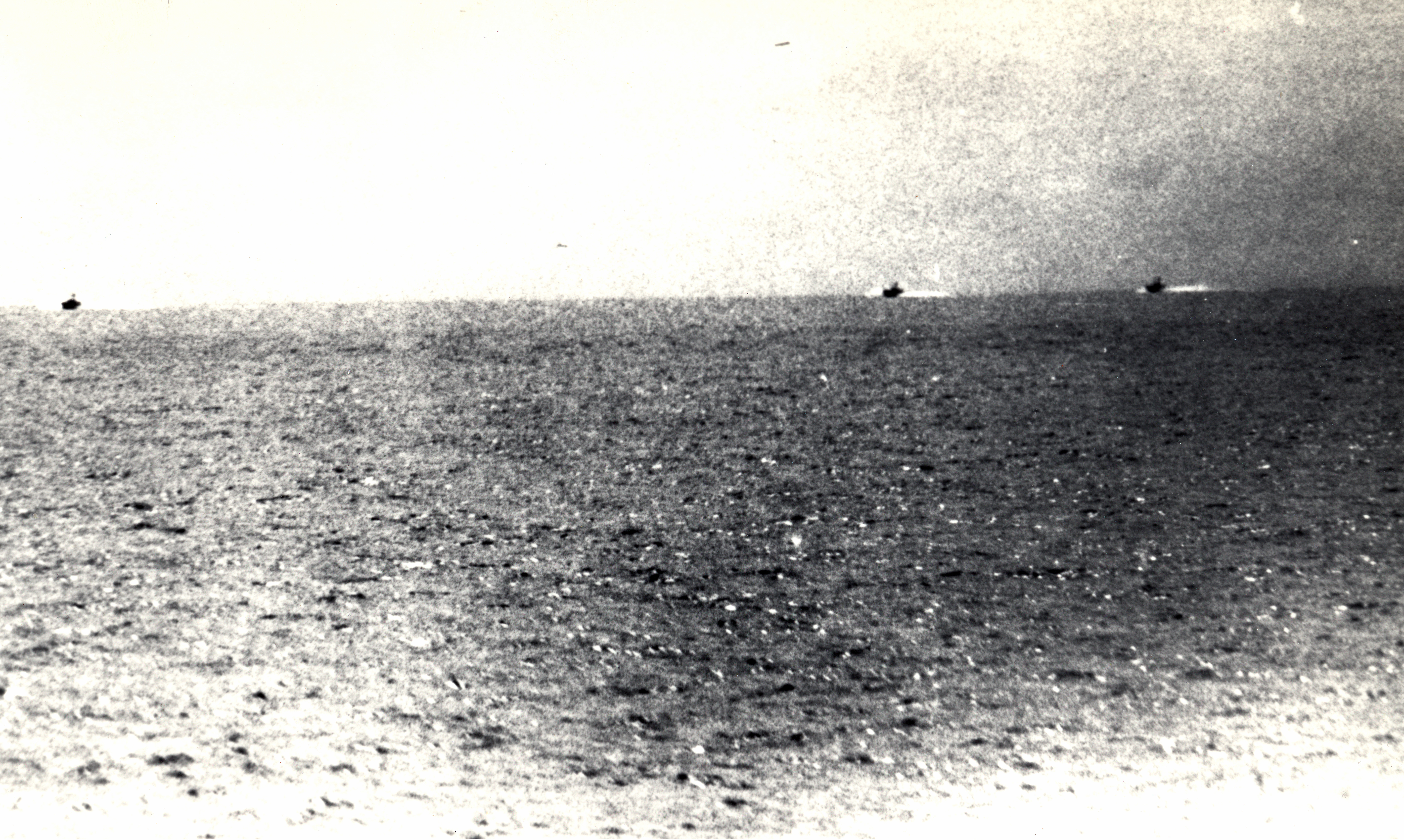
Drei nordvietnamesische Torpedoboote während des Tonkin-Zwischenfalls, 2. August 1964

Die nordvietnamesische Marine wurde 1955 gegründet. In der Mitte der 1960er wurde sie ausgebaut, nachdem Vietnam 28 Kanonenboote und 30 Patrouillenboote von China erhalten hatte. Die USA unterstützten die südvietnamesische Marine mit Waffenlieferungen. In der Operation 34A wurden unter der Führung der CIA südvietnamesische Kommandoeinheiten von Schnellbooten nach Nordvietnam gebracht. Dies geschah mit Unterstützung und Aufklärung durch Kriegsschiffe der US Marine. Nach einer solchen Operation gegen die Insel Hòn Mê kam es zum Tonkin-Zwischenfall, bei dem angeblich nordvietnamesische Torpedoboote den US-Zerstörer Maddox angriffen. Als Reaktion wurde die Tonkin-Resolution verabschiedet und die USA beteiligten sich offiziell am Vietnamkrieg.
Um die Versorgung des Vietcongs im Süden zu sichern, wurde von Nordvietnam die 759. Brigade (später 129. Brigade) gegründet. Sie transportierte, als maritimer Ho-Chi-Minh-Pfad, während des Vietnamkriegs Material und Personal von Hai Phong im Norden zur Halbinsel Ca Mau im Süden. Während der Landweg über den Ho-Chi-Minh-Pfad drei bis sechs Monate benötigte und 80 % Verluste erlitt, benötigte der Seetransport nur acht Tage und hatte während der ganzen Zeit keine Verluste. Insgesamt wurden in 76 Einsätzen rund 4400 Tonnen Material und 113 Kader per Boot in den Süden transportiert.
Bei dem Rückzug der USA aus Vietnam 1973 hatte die südvietnamesische Marine 42.000 Soldaten und 1.400 Schiffe. Die Reduktion der US Unterstützung sorgte jedoch dafür, dass die südvietnamesische Marine 50 % ihrer Operationen einstellen musste. Nach dem Sieg Nordvietnams flohen viele südvietnamesische Kriegsschiffe aus dem Land. Die restlichen Schiffe wurden von der nordvietnamesischen Marine übernommen, die nun die Marine des vereinigten Vietnams wurde.
Zwischen 1978 und 1990 wurde die vietnamesische Marine von der Sowjetunion ausgebaut und im Gegenzug durfte die Sowjetunion einen Stützpunkt in Cam Ranh Bay betreiben. Zu der Zeit galt sie als stärkste Marine in Südostasien. Wegen eines Grenzstreits mit China über die Spratly-Inseln kam es 1988 zu einem Seegefecht zwischen der chinesischen und vietnamesischen Marine. Die chinesische Marine schoss dabei drei vietnamesische Schiffe in Brand und 70 vietnamesische Soldaten starben. Bereits 1974 war es zu einem ähnlichen Gefecht zwischen Südvietnam und China bei den Paracel-Inseln gekommen.
Nach 1990 hatte die Marine jedoch Schwierigkeiten viele Schiffe seetüchtig zu halten. Russland ist weiterhin ein wichtiger Partner. Jedoch wurde Mitte 2001 der Pachtvertrag mit der russischen Marine für Cam Ranh Bay beendet. Die Volksmarine erhält außerdem Unterstützung und Lieferungen von Ersatzteilen durch Indien. Wegen des erneuten Aufflammens von Grenzstreitigkeiten mit China wurde 2009 der Kauf von sechs Kilo-Klasse Unterseebooten bekannt gegeben. Im Januar 2012 wurde das erste in Vietnam gefertigte Kriegsschiff in Dienst gestellt. Das Design wurde von einer ungenannten ausländischen Firma gekauft. In Zukunft sollen weitere Kriegsschiffe in Vietnam gebaut werden.

## Ausrüstung
Die Vietnamesische Marine verfügt über folgende Schiffe und U-Boote. Im Bau oder in Planung befindliche Schiffe sind Blau hinterlegt.

### Überwasserkampfeinheiten
| Schiffsklasse    | Foto                                                         | Herkunft         | Anzahl    | Schiffe                                              | Schiffe                                                 | Anmerkungen                                                                                            |           |
| Schiffsklasse    | Foto                                                         | Herkunft         | Anzahl    | Name                                                 | Kennung                                                 | Anmerkungen                                                                                            |           |
| Fregatten        | Fregatten                                                    | Fregatten        | Fregatten | Fregatten                                            | Fregatten                                               | Fregatten                                                                                              | Fregatten |
| ---------------- | ------------------------------------------------------------ | ---------------- | --------- | ---------------------------------------------------- | ------------------------------------------------------- | --- | --------- |
| Gepard           |                                                              | Russland         | 4         | Đinh Tiên Hoàng Lý Thái Tổ Trần Hưng Đạo Quang Trung | HQ-011 HQ-012 HQ-015 HQ-016                             | 2 weitere Einheiten (Lý Thường Kiệt und Ngô Quyền) geplant                                             |           |
| Petya-II/III     |                                                              | Sowjetunion      | 5         |                                                      | HQ-09 HQ-11 HQ-13 HQ-15 HQ-17                           | |           |
| Korvetten        |                                                              |                  |           |                                                      |                                                         | |           |
| Pohang           |                                                              | Südkorea         | 2         |                                                      | HQ-18 HQ-20                                             | ehemalige Korvetten Gimcheon (PCC-761) und Yeosu (PCC-765) der Marine der Republik Korea.              |           |
| BPS-500          |                                                              | Russland Vietnam | 1         |                                                      | HQ-381                                                  | |           |
| Molniya          |                                                              | Russland Vietnam | 8         |                                                      | HQ-375 HQ-376 HQ-377 HQ-378 HQ-379 HQ-380 HQ-382 HQ-383 | |           |
| Tarantul-I       |                                                              | Sowjetunion      | 4         |                                                      | HQ-371 HQ-372 HQ-373 HQ-374                             | |           |
| Khukri           |                                                              | Indien           | 1         |                                                      | HQ-26                                                   | Von Indien 2023 gespendet. Ehemaliger Name INS Kirpan.                                                 |           |
| Patrouillenboote |                                                              |                  |           |                                                      |                                                         | |           |
| TT-400TP         |                                                              | Vietnam          | 6         |                                                      | HQ-272 HQ-273 HQ-274 HQ-275 HQ-276 HQ-277               | |           |
| Swjetljak        |                                                              | Russland         | 6         |                                                      | HQ-261 HQ-262 HQ-263 HQ-264 HQ-265 HQ-266               | |           |
| Osa-II           | Osa II-Klasse Schnellboot der Vietnamesischen Volksmarine    | Sowjetunion      | 8         |                                                      | HQ-354 HQ-355 HQ-356 HQ-357 HQ-358 HQ-359 HQ-360 HQ-361 | |           |
| Turya            | Turya-Klasse Patrouillenboot der Vietnamesischen Volksmarine | Sowjetunion      | 5         |                                                      | HQ-331 HQ-332 HQ-333 HQ-334 HQ-335                      | Die Einsatzbereitschaft und der Status sind unbekannt. Zwei davon haben weder Torpedorohre noch Sonar. |           |
| Zhuk             |                                                              | Sowjetunion      | 4         |                                                      | HQ-37 HQ-55 ?                                           | |           |
| Shershen         |                                                              | Sowjetunion      | 1         |                                                      |                                                         | |           |

### U-Boote
| Schiffsklasse | Foto | Herkunft  | Anzahl | Schiffe                                                                  | Schiffe                                   | Anmerkungen |
| Schiffsklasse | Foto | Herkunft  | Anzahl | Name                                                                     | Kennung                                   | Anmerkungen |
| ------------- | ---- | --------- | ------ | ------------------------------------------------------------------------ | ----------------------------------------- | ----------- |
| Kilo-II       |      | Russland  | 6      | Hà Nội Thành phố Hồ Chí Minh Hải Phòng Khánh Hoà Đà Nẵng Bà Riạ-Vũng Tàu | HQ-182 HQ-183 HQ-184 HQ-185 HQ-186 HQ-187 |             |
| Yugo          |      | Nordkorea | 2      |                                                                          |                                           |             |

### Minenabwehrfahrzeuge
| Schiffsklasse | Foto | Herkunft    | Anzahl | Schiffe                     | Anmerkungen                                                                                      |
| ------------- | ---- | ----------- | ------ | --------------------------- | ------------------------------------------------------------------------------------------------ |
| Yurka         |      | Sowjetunion | 2      | HQ-851 HQ-852               |                                                                                                  |
| Sonya         |      | Sowjetunion | 4      | HQ-861 HQ-862 HQ-863 HQ-864 |                                                                                                  |
| Yevgenya      |      | Sowjetunion | 2      | HQ-871 HQ-872               | Ein Boot im Oktober 1979 und zwei weitere Boote 1986. Ein Boot wurde 1990 außer Dienst gestellt. |

### Landungsfahrzeuge
| Schiffsklasse   | Foto         | Herkunft            | Anzahl | Schiffe                | Schiffe                     | Anmerkungen |
| Schiffsklasse   | Foto         | Herkunft            | Anzahl | Name                   | Kennung                     | Anmerkungen |
| --------------- | ------------ | ------------------- | ------ | ---------------------- | --------------------------- | --- |
| LST-542         |              | Vereinigte Staaten  | 2      | Trần Khánh Dư Vũng Tàu | HQ-501 HQ-503               | ehemalige amerikanische Panzerlandungsschiffe USS Maricopa County (LST-938) und USS Coconino County (LST-603). |
| Polnocny        |              | Polen               | 3      |                        | HQ-511 HQ-512 HQ-513        | Mittleres Landungsschiff                                                                                       |
| Hùng Vương      |              | Vietnam             | 2      |                        | HQ-521 HQ-522               | |
| Damen RoRo 5612 | Beispielbild | Niederlande Vietnam | 4      |                        | HQ-526 HQ-527 HQ-528 HQ-529 | Drei dieser Schiffe waren eigentlich für Venezuela bestimmt.                                                   |

12 weitere kleinere Landungsboote stehen im Dienst.

### Hilfsschiffe
| Schiffsklasse | Foto | Herkunft            | Funktion              | Anzahl | Schiffe        | Schiffe | Anmerkungen |
| Schiffsklasse | Foto | Herkunft            | Funktion              | Anzahl | Name           | Kennung | Anmerkungen |
| ------------- | ---- | ------------------- | --------------------- | ------ | -------------- | ------- | ----------- |
| Damen 6613    |      | Vietnam Niederlande | Forschungsschiff      | 1      | Trần Đại Nghĩa | HQ-888  |             |
|               |      | Vietnam             | Hospitalschiff        | 1      | Khánh Hòa      | HQ-561  |             |
|               |      | Vietnam             | Trossschiff           | 1      | Truong Sa      | HQ-571  | [ 25 ]      |
| Damen 9316    |      | Vietnam             | U-Boot Rettungsschiff | 1      | Yết Kiêu       | HQ-927  | [ 26 ]      |
|               |      | Polen               | Segelschulschiff      | 1      | Lê Quý Đôn     | HQ-286  |             |

Die Marine verfügt über weitere 13 Hilfsschiffe.

### Luftfahrzeuge
Die Vietnamesische Volksmarine betreibt 6 Flugzeuge und 10 Hubschrauber (Stand Ende 2024).
| Luftfahrzeuge                      | Bild         | Herkunft           | Verwendung                        | Version         | Aktiv     | Bestellt  | Anmerkungen |
| Flugzeuge                          | Flugzeuge    | Flugzeuge          | Flugzeuge                         | Flugzeuge       | Flugzeuge | Flugzeuge | Flugzeuge   |
| ---------------------------------- | ------------ | ------------------ | --------------------------------- | --------------- | --------- | --------- | ----------- |
| Viking Air DHC-6 Twin Otter        | Beispielbild | Kanada             | SeefernaufklärerTransportflugzeug | DHC-6-Serie 400 | 3         |           |             |
| Hubschrauber                       |              |                    |                                   |                 |           |           |             |
| Airbus Helicopters H225 Super Puma | Beispielbild | Europäische Union  | Mehrzweckhubschrauber             |                 | 2         |           |             |
| Kamow Ka-27                        | Beispielbild | Sowjetunion        | Transporthubschrauber             | Ka-28           | 8         |           |             |
| Unbemannte Systeme                 |              |                    |                                   |                 |           |           |             |
| Boeing ScanEagle                   | Beispielbild | Vereinigte Staaten | Aufklärungsdrohne                 |                 | 6         |           | [ 28 ]      |

## Dienstgrade und Dienstgradabzeichen

### Offiziere
| Dienstgradgruppe        | Flaggoffiziere | Flaggoffiziere | Flaggoffiziere | Stabsoffiziere    | Stabsoffiziere  | Stabsoffiziere   | Stabsoffiziere   | Subalternoffiziere   | Subalternoffiziere | Subalternoffiziere   | Subalternoffiziere |
| ----------------------- | -------------- | -------------- | -------------- | ----------------- | --------------- | ---------------- | ---------------- | -------------------- | ------------------ | -------------------- | ------------------ |
| Kragenspiegel           |                |                |                |                   |                 |                  |                  |                      |                    |                      |                    |
| Schulterklappen         |                |                |                |                   |                 |                  |                  |                      |                    |                      |                    |
| Ärmelabzeichen          |                |                |                |                   |                 |                  |                  |                      |                    |                      |                    |
| Dienstgrad              | Đô đốc         | Phó Đô đốc     | Chuẩn Đô đốc   | Đại tá            | Thượng tá       | Trung tá         | Thiếu tá         | Đại úy               | Thượng úy          | Trung úy             | Thiếu úy           |
| Dienstgrad (Bundeswehr) | Admiral        | Vizeadmiral    | Konteradmiral  | Flottillenadmiral | Kapitän zur See | Fregattenkapitän | Korvettenkapitän | Stabskapitänleutnant | Kapitänleutnant    | Oberleutnant zur See | Leutnant zur See   |

### Unteroffiziere und Mannschaften
| Dienstgradgruppe        | Offizieranwärter | Unteroffiziere | Unteroffiziere           | Unteroffiziere | Mannschaften                  | Mannschaften |
| ----------------------- | ---------------- | -------------- | ------------------------ | -------------- | ----------------------------- | ------------ |
| Schulterklappen         |                  |                |                          |                |                               |              |
| Dienstgrad              | Học viên Sĩ quan | Thượng sĩ      | Trung sĩ                 | Hạ sĩ          | Binh nhất                     | Binh nhì     |
| Dienstgrad (Bundeswehr) | Fähnrich         | Stabsbootsmann | Oberbootsmann/ Bootsmann | Obermaat/ Maat | Obergefreiter/ Hauptgefreiter | Gefreiter    |